# بحيرة سونغلا
بحيرة سونغلا باللغة (بالتايلاندية:ทะเลสาบสงขลา) وباللغة (بالإنجليزية:Songkhla lake) هي أكبر بحيرة طبيعة في تايلاند وتقع في شبة جزيرة الملايو في الجزء الجنوبي من تايلاند ومساحتها 1040 كيلومترا مربع وتحدها محافظة سونغكلا ومحافظة فاتالونغ
.